# Ṃ
Das Ṃ (kleingeschrieben ṃ) ist ein Buchstabe des lateinischen Schriftsystems. Er besteht aus einem M mit Unterpunktakzent.
Im IAST-Standard zur Transliteration des Sanskrit wird das Ṃ verwendet, um das Nasalierungszeichen Anusvara darzustellen. In ISO 15919 hingegen wird dafür ein anderer Buchstabe verwendet, das Ṁ. Hintergrund dafür ist, dass die Gurmukhi-Schrift zwei Nasalierungszeichen kennt, die in verschiedenen Positionen gebraucht werden. Um auch in der Transliteration zwischen den beiden Nasalierungszeichen unterscheiden zu können, benutzt ISO 15919 das Ṃ für das Tippi der Gurmukhi-Schrift.
In der marshallesischen Sprache wird er verwendet, um einen velarisierten labialen Nasal [mˠ] darzustellen (z. B. in Ṃajeḷ [mˠɑɑ̯zʲɛ͡ʌɫ]).

## Darstellung auf dem Computer
Unicode enthält das Ṃ an den Codepunkten U+1E42 (Großbuchstabe) und U+1E43 (Kleinbuchstabe).
In TeX kann man das Ṃ mit den Befehlen \d M und \d m bilden.